# ディズニーマニア5
『ディズニーマニア5』 (Disneymania 5) は、ディズニーマニアシリーズ第5作のコンピレーション・アルバムである。
アメリカ合衆国で2007年3月27日に発売され、日本で5月16日に発売された。

## 概要
『ディズニーマニア5』はディズニーマニアシリーズ第5作として発売された。ディズニーによる長編アニメーション映画で使用された楽曲をディズニー・チャンネル出演者をはじめとするアーティストによってカバーされた楽曲が収録されている。参加アーティストはマイリー・サイラス、コービン・ブルー、チーター・ガールズ、ジョナス・ブラザーズ、アシュレイ・ティスデイル、ヘイデン・パネッティーア、ヴァネッサ・ハジェンズ、ルーカス・グラビール、ゴーゴーズ、キキ・パーマー、ドリュー・シーリーなどである。
全米アルバムチャートビルボード200で第14位、ビルボードTop Kid Audioで第1位を記録する。

## 収録曲
| #  | 邦題曲名                     | 原題曲名                       | アーティスト             | 映画                   | 時間 |
| -- | ---------------------------- | ------------------------------ | ------------------------ | ---------------------- | ---- |
| 1  | パート・オブ・ユア・ワールド | "Part of Your World"           | マイリー・サイラス       | リトル・マーメイド     | 2:34 |
| 2  | トゥ・ワールズ               | "Two Worlds"                   | コービン・ブルー         | ターザン               | 3:34 |
| 3  | これが恋かしら               | "So This Is Love"              | チーター・ガールズ       | シンデレラ             | 3:39 |
| 4  | 君のようになりたい           | "I Wan'na Be Like You"         | ジョナス・ブラザーズ     | ジャングル・ブック     | 2:44 |
| 5  | ホエン・シー・ラヴド・ミー   | "When She Loved Me"            | ジョーダン・プルーイット | トイ・ストーリー2      | 3:19 |
| 6  | キス・ザ・ガール             | "Kiss the Girl"                | アシュレイ・ティスデイル | リトル・マーメイド     | 3:24 |
| 7  | 右から２番目の星             | "The Second Star to the Right" | T-Squad                  | ピーター・パン         | 2:50 |
| 8  | 町のクルエラ                 | "Cruella de Vil"               | ヘイデン・パネッティーア | 101匹わんちゃん        | 3:15 |
| 9  | カラー・オブ・ザ・ウィンド   | "Colors of the Wind"           | ヴァネッサ・ハジェンズ   | ポカホンタス           | 3:58 |
| 10 | ゴー・ザ・ディスタンス       | "Go the Distance"              | ルーカス・グラビール     | ヘラクレス             | 3:48 |
| 11 | シャムネコのうた             | "The Siamese Cat Song"         | B5                       | わんわん物語           | 3:06 |
| 12 | リフレクション               | "Reflection"                   | エバーライフ             | ムーラン               | 3:42 |
| 13 | レッツ・ゲット・トゥゲザー   | "Let's Get Together"           | ゴーゴーズ               | 罠にかかったパパとママ | 2:37 |
| 14 | トゥルー・ユア・ハート       | "True to Your Heart"           | キキ・パーマー           | ムーラン               | 3:22 |
| 15 | ファインド・ユアセルフ       | "Find Yourself"                | ドリュー・シーリー       | カーズ                 | 3:21 |

## チャート成績
| チャート (2007年)   | 最高順位 |
| ------------------- | -------- |
| 米国 ビルボード200  | 14       |
| 米国 Top Kids Audio | 1        |